# Fort Stockton
Fort Stockton é uma cidade localizada no estado norte-americano de Texas, no Condado de Pecos.

## Demografia
Segundo o censo norte-americano de 2000, a sua população era de 7846 habitantes.
Em 2006, foi estimada uma população de 7404, um decréscimo de 442 (-5.6%).

## Geografia
De acordo com o United States Census Bureau tem uma área de
13,3 km², dos quais 13,3 km² cobertos por terra e 0,0 km² cobertos por água.

## Localidades na vizinhança
O diagrama seguinte representa as localidades num raio de 68 km ao redor de Fort Stockton.